# Liste der bolivianischen Botschafter in China
Die Liste der bolivianischen Botschafter in China zeigt die Botschafter von 1986 bis heute.
Ende Juni 1985 erkannte die Regierung Hernán Siles Zuazo die Regierung von Zhao Ziyang an und brach am 9. Juli 1986 die Beziehungen zu Taiwan ab.
Die Streitkräfte Boliviens hatten den Botschafter Formosas, Eduardo Wong, mit zahlreichen Orden dekoriert und boten ihm nun ihren Schutz an. Die Befehlshaber der Streitkräfte Boliviens protestierten in einem unhöflichen Brief an Außenminister Edgar Camacho Omiste (* 8. August 1936 in Oruro; † 1. Januar 2013), womit sie die finale Krise der Regierung Hernán Siles Zuazo auslösten.
Im Mai 1986 trafen Außenminister Guillermo Bedregal Gutiérrez und der Oberbefehlshaber der Streitkräfte, Guillermo Vélez Salmón, in Peking vier Vereinbarungen:
1. ein Abkommen über wirtschaftliche und technische Zusammenarbeit zur Verwirklichung von Agrar- und Bewässerungsprojekten, mit zinslosem Darlehen mit einer Laufzeit von zehn Jahren und einer Kreditlinie von 20 Millionen Yen (6,5 Millionen US-Dollar).
2. ein Protokoll über Wirtschaftszusammenarbeit.
3. die Entwicklung der Wasserversorgung in Cochabamba.
4. ein Kulturabkommen.

Der bolivianische Botschafter in Peking ist regelmäßig auch bei den Regierungen in Hanoi und Bangkok akkreditiert.
Die bolivianische Botschaft befindet sich in 2-3-2 Tayuan Diplomatic Office Building, Peking.
| Ernannt / Akkreditiert | Name                          | Bemerkungen | ernannt von           | akkreditiert bei | Posten verlassen |
| ---------------------- | ----------------------------- | --- | --------------------- | ---------------- | ---------------- |
| 1986                   | Jorge Lema Patiño             | (* 7. September 1942 in La Paz) Er war 1971 Subsecretario de Minería y Metalurgia, von 1971 bis 1980 war er technischer Leiter des Empresa nacional de Fundiciones. Von 1981 bis 1984 war er Gesandtschaftssekretär für Bergbau in Washington, D.C. | Víctor Paz Estenssoro | Li Xiannian      | 1989             |
| 1998                   | Mario Reyes Chávez            | Mario Reyes Chávez ist mit Eliana Prebisch verheiratet, war Botschafter in Montevideo und wurde am 14. März 1995 vom Secretario Nacional de Relaciones Económicas Internacionales zum Ministro Suplente de Relaciones Exteriores y Culto befördert. | Hugo Banzer Suárez    | Jiang Zemin      |                  |
| 2000                   | Óscar Zamora Medinaceli       | Er war Präfekt des Departamento Tarija, als Leiter des Movimiento Nacionalista Revolucionario des Departamento Tarija betrieb er einen Aufwand von 12 Millionen US-Dollar.                                                                          | Hugo Banzer Suárez    | Jiang Zemin      | 2002             |
| Sep. 2003              | Augusto Arguedas Del Carpio   | [ 6 ] | Carlos Mesa           | Hu Jintao        | März 2006        |
| 11. Mai 2007           | Luis Fernando Rodríguez Ureña | (* 1953) | Evo Morales           | Hu Jintao        | 2008             |
| 24. Jan. 2012          | Guillermo Chalup Liendo       | Am 5. Juli 2006 wechselte er vom Posten des Verteidigungsattachés in Formosa nach Shanghai, 2010 leitete er die Escuela de Comando y Estado Mayor (ECEM), am 5. Februar 2011 erhielt er das Kommando über die 7. Armeedivision.                     | Evo Morales           | Hu Jintao        |                  |